# Facultad de Ingeniería de la Universidad de Costa Rica
La Facultad de Ingeniería de la Universidad de Costa Rica se ubica en la Ciudad Universitaria Rodrigo Facio. Particularmente los edificios principales de la Facultad se encuentran ubicados en la Finca 2 conocida también como la Ciudad de la Investigación.
Por otro lado, la Escuela de Arquitectura y la Escuela de Ciencias de la Computación e Informática se encuentran ubicados en la Finca 1.
La Facultad estrenó un complejo de edificios en el año 2018. Este complejo tiene 3 edificios: administrativo, aulas y laboratorios de docencia.
En el año 2017 se dio el cambio de Decano del M.Sc. Edwin Solórzano Campos al Dr. Orlando Arrieta Orozco.

## Escuelas
Escuela de Ingeniería Civil de la Universidad de Costa Rica
Escuela de Ingeniería Eléctrica de la Universidad de Costa Rica
Escuela de Ingeniería Mecánica de la Universidad de Costa Rica
Escuela de Ingeniería Industrial de la Universidad de Costa Rica
Escuela de Ingeniería Química de la Universidad de Costa Rica
Escuela de Ingeniería de Biosistemas de la Universidad de Costa Rica
Escuela de Arquitectura de la Universidad de Costa Rica
Escuela de Ingeniería Topográfica de la Universidad de Costa Rica
Escuela de Ciencias de la Computación e Informática de la Universidad de Costa Rica
Instituto de Investigaciones en Ingeniería de la Universidad de Costa Rica